# Waihonghopes australiensis
Waihonghopes australiensis är en svampart som beskrevs av Yanna & K.D. Hyde 2002. Waihonghopes australiensis ingår i släktet Waihonghopes, divisionen sporsäcksvampar och riket svampar.   Inga underarter finns listade i Catalogue of Life.